# Reduitbrigade 22

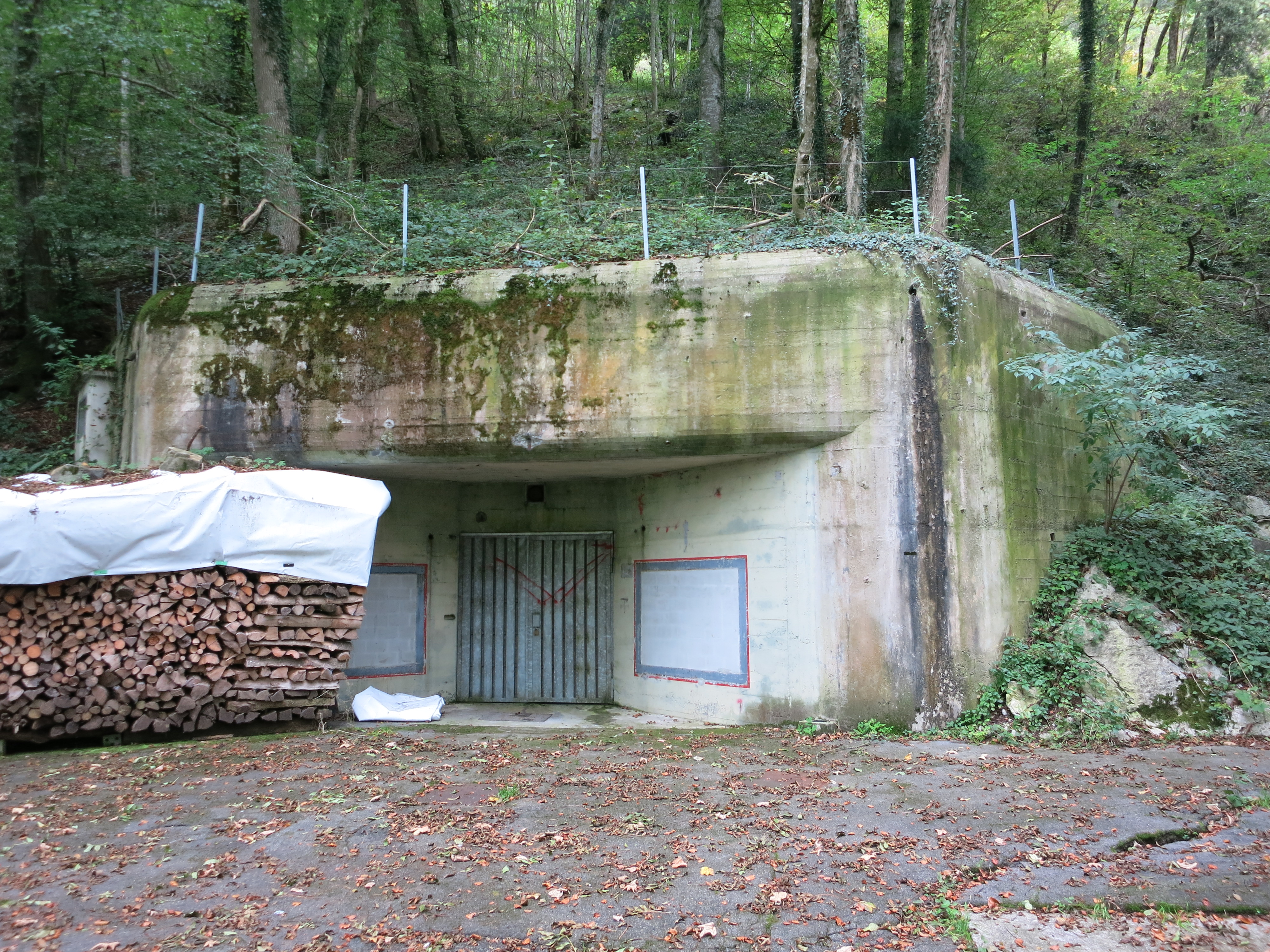
Talstation Werk Blattiberg

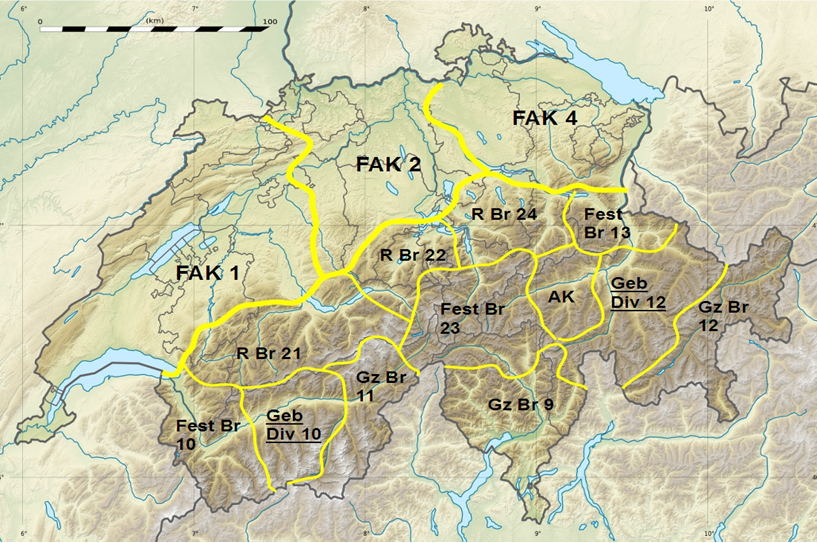
Raum der Reduitbrigade 22 im Grunddispositiv 1992

Die Reduitbrigade 22 (R Br 22 «Ob- und Nidwalden, Oberhasli») war eine von drei Reduitbrigaden der Festungstruppen der Schweizer Armee, die 1947 neu geschaffen wurden. Mit der Armee 61 wurden sie dem Gebirgsarmeekorps 3 unterstellt und 1994 mit der Einführung der Armee 95 aufgelöst.

## Vorgeschichte
Im Zweiten Weltkrieg wurde die Aufstellung der Schweizer Armee mit entsprechenden Operations- (Op Bf) und Ergänzungsbefehlen laufend und zeitweise in rascher Folge dem Verlauf des Kriegsgeschehens angepasst. Dabei wurden die Aufträge an die Armeekorps, Abwehrfront, Abschnittsgrenzen und Truppenunterstellungen geändert. Die Schlüsselstellung des Reduiteingangs Vierwaldstättersee war davon mehrfach betroffen.
Das Gros der 5. Division war ab Mai 1941 im Reduit im Raum Bürgenstock-Pilatus-Engelberg eingesetzt, das Infanterieregiment 4 wurde in den Talkessel von Schwyz verschoben und dort dem 4. Armeekorps bis Herbst 1944 unterstellt. Die 5. Division hatte als Teil des 2. Armeekorps den Reduitzugang zum Brünigpass zu sperren. Im Frühjahr 1943 wurde das Gros der Division dem 4. Armeekorps unterstellt, um die Reduitzugänge beidseits der Rigi in den Talkessel von Schwyz zu sichern.
Die Zugänge aus der Innerschweiz zum Brünig in den Raum der Festungen Grimsel/Wallis und Thunersee (Reduitbrigade 21) waren im Aktivdienst im Einsatzraum der 8. Division und dem 2. Armeekorps.
Die Festungen an den Reduiteingängen in Sichtweite von Luzern mit den Werken Mühlefluh/Vitznau, Ober- und Unter Nas, Fürigen, Kilchlidossen, Klein-Durren, Mueterschwanderberg (Zingel, Drachenfluh, Blattiberg), Wissiflue und Ursprung bildeten die grösste Konzentration an Artilleriewerken in der Schweiz. Sie verschlossen die Flaschenhälse der Reduiteingänge zwischen Rigi, Bürgenstock und Pilatus.

## Reduitbrigade 22
Den Festungen im Reduit sollten spezielle Truppen fest zugeteilt werden. Mit der Truppenordnung 47 (TO 47) wurden die Reduitbrigaden 21 (Berner Oberland), 22 (Ob- und Nidwalden, Oberhasli), und 24 (Innerschweiz) geschaffen. Sie verfügten je über ein Festungsartillerieregiment.
Während die Hindernisse und Feldbefestigungen aus dem Zweiten Weltkrieg abgebaut wurden, wurden die verbleibenden permanenten Anlagen zur Kampfwertsteigerung ausgebaut und die Waffen modernisiert. Unter anderem wurden die 4,7 cm Infanteriekanonen durch 9 cm Panzerabwehrkanonen 50 und das Maschinengewehr Mg 11 durch das Mg 51 ersetzt. Verschiedene Artilleriewerke wurden erst nach dem Krieg fertiggestellt und laufend verbessert und die Bewaffnung und Ausrüstung modernisiert. Anstelle der 7.5 cm Kanonen kamen die 12 cm Festungsminenwerfer. Dazu kamen moderne Unterstände und geschützte Kommandoposten.
Mit der Armeereform 61 (TO 61) wurden die drei Festungs- und drei Reduitbrigaden dem neu geschaffenen Gebirgsarmeekorps 3 unterstellt.
Die Neugliederung der Armee XXI führte 2003 zu einer wesentlichen Reduktion der Bestände. Das Gebirgsarmeekorps, die grossen Verbände und die Reduit- und Festungsbrigaden wurden aufgehoben.

## Auftrag und  Bedrohungsart
Die Reduitbrigade 22 hatte den Auftrag, den Zugang zum Brünig im Abschnitt Stansstad-Lopper, die Entlebuch-Transversale und die Achse Schüpfheim-Sörenberg zu sperren.
Für einen Gegner kam der schweizerische Alpenraum weniger als primäres Operationsziel in Frage, sondern als Umgehungsraum oder die Sicherstellung einer Nord-Süd-Verbindung.

## Einsatzraum, Kommandoposten, Artilleriewerke und Sperren
Der Raum der Reduitbrigade 22 reichte vom Vierwaldstättersee bis an den Brienzersee. Sie grenzte im Nordwesten an das Feldarmeekorps 2, im Südwesten an die Reduitbrigade 21, im Osten an die Reduitbrigade 24 und im Süden an die Festungsbrigade 23 (Gotthard).
Die Werke und Sperren der Reduitbrigade 22 lagen im Kantonen Nidwalden, Obwalden und Luzern:
- Kommandoposten: KP Chabisstein, des Infanterieregimentes 78 (Chappelwald, Ennetmoos)
- Artilleriewerke: A2230 Beob Langentannen, A2231 Beob Hofur, A2242 Ursprung, A2250 Wissiflue, A2255 Fürigen, A2261 Kilchlidossen, A2287 Kleiner Durren, A2288 Mueterschwanderberg

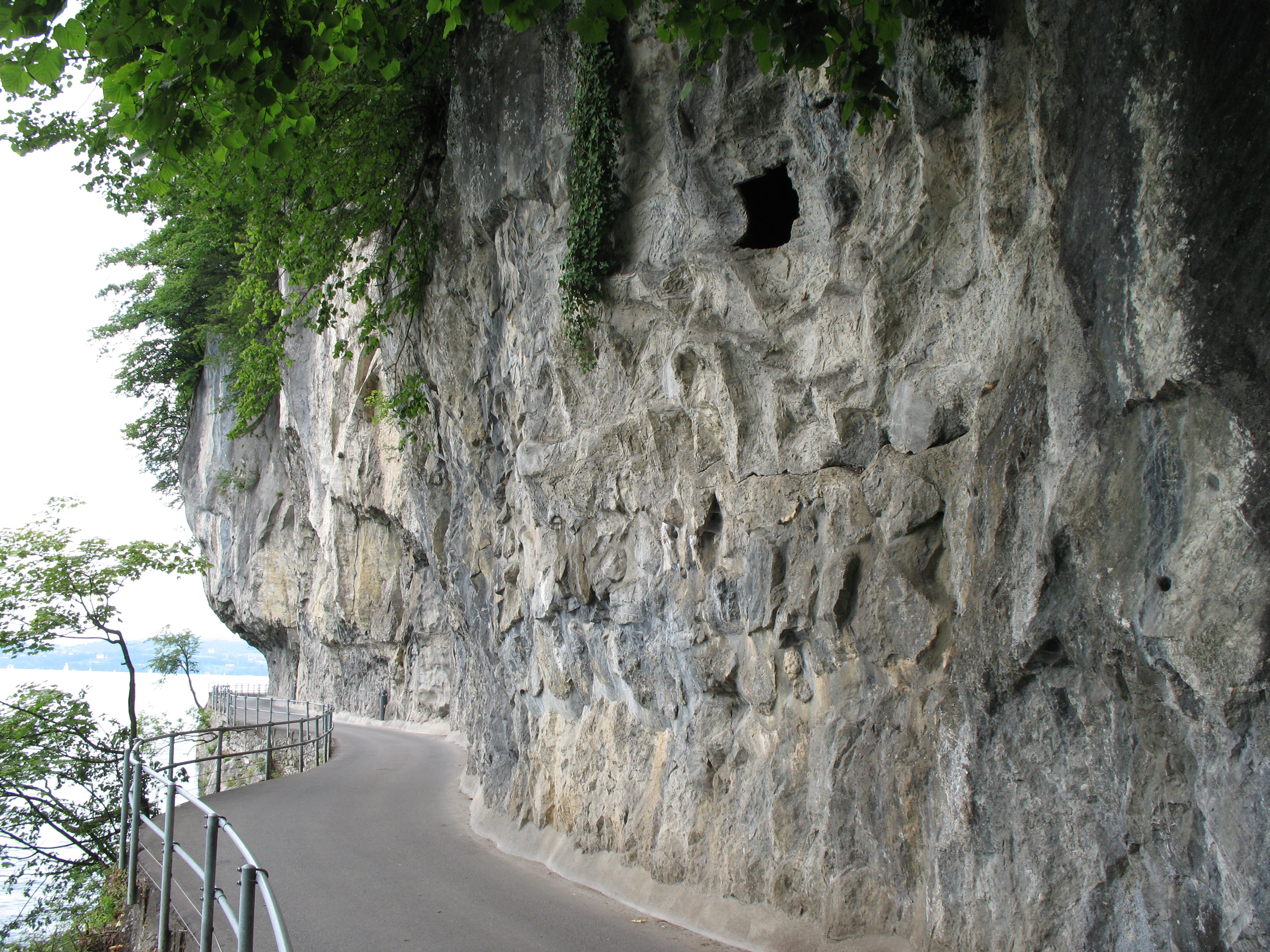
Festung Fürigen: getarnte Scharte
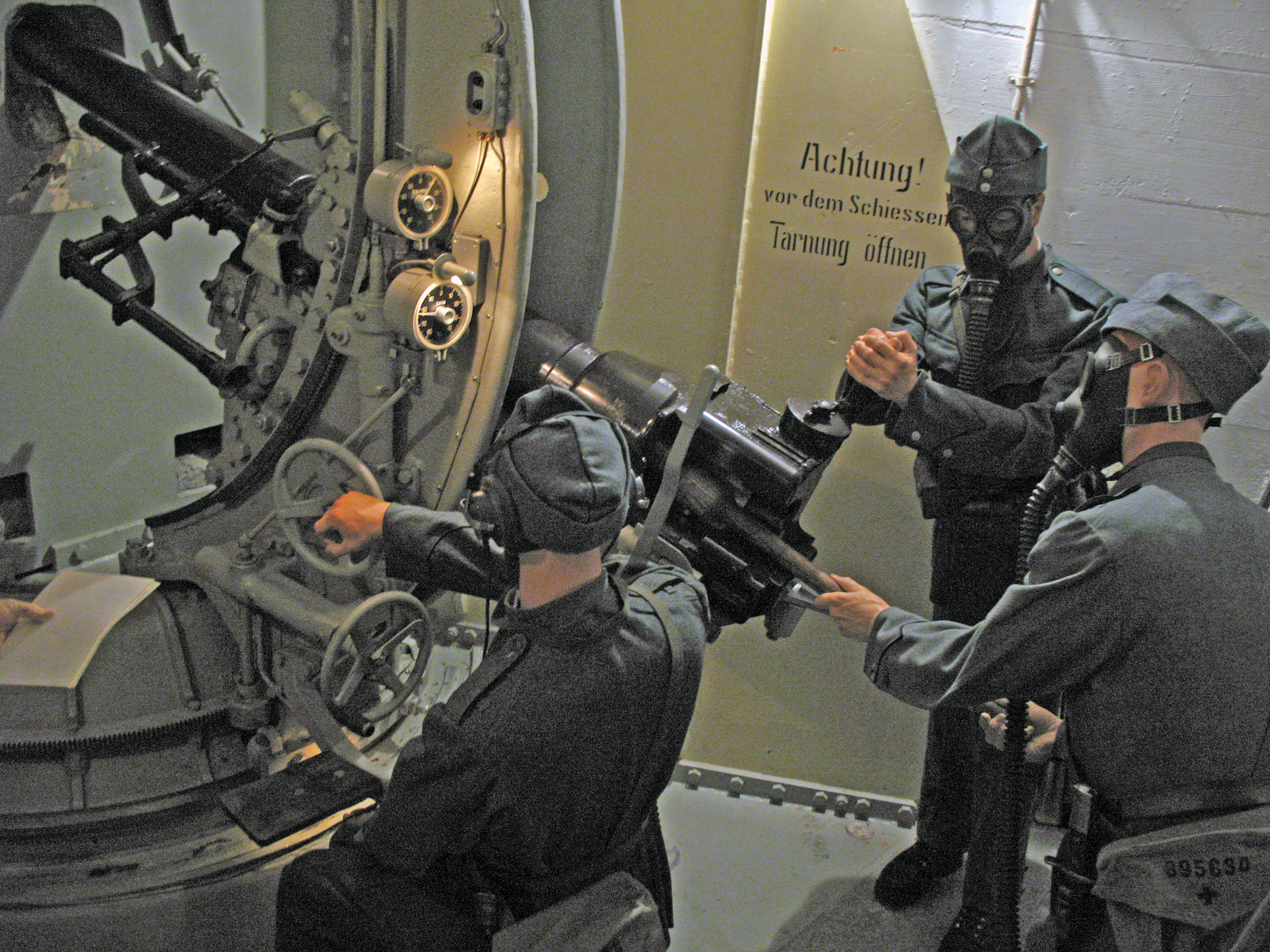
Festung Fürigen: Geschützstand 1
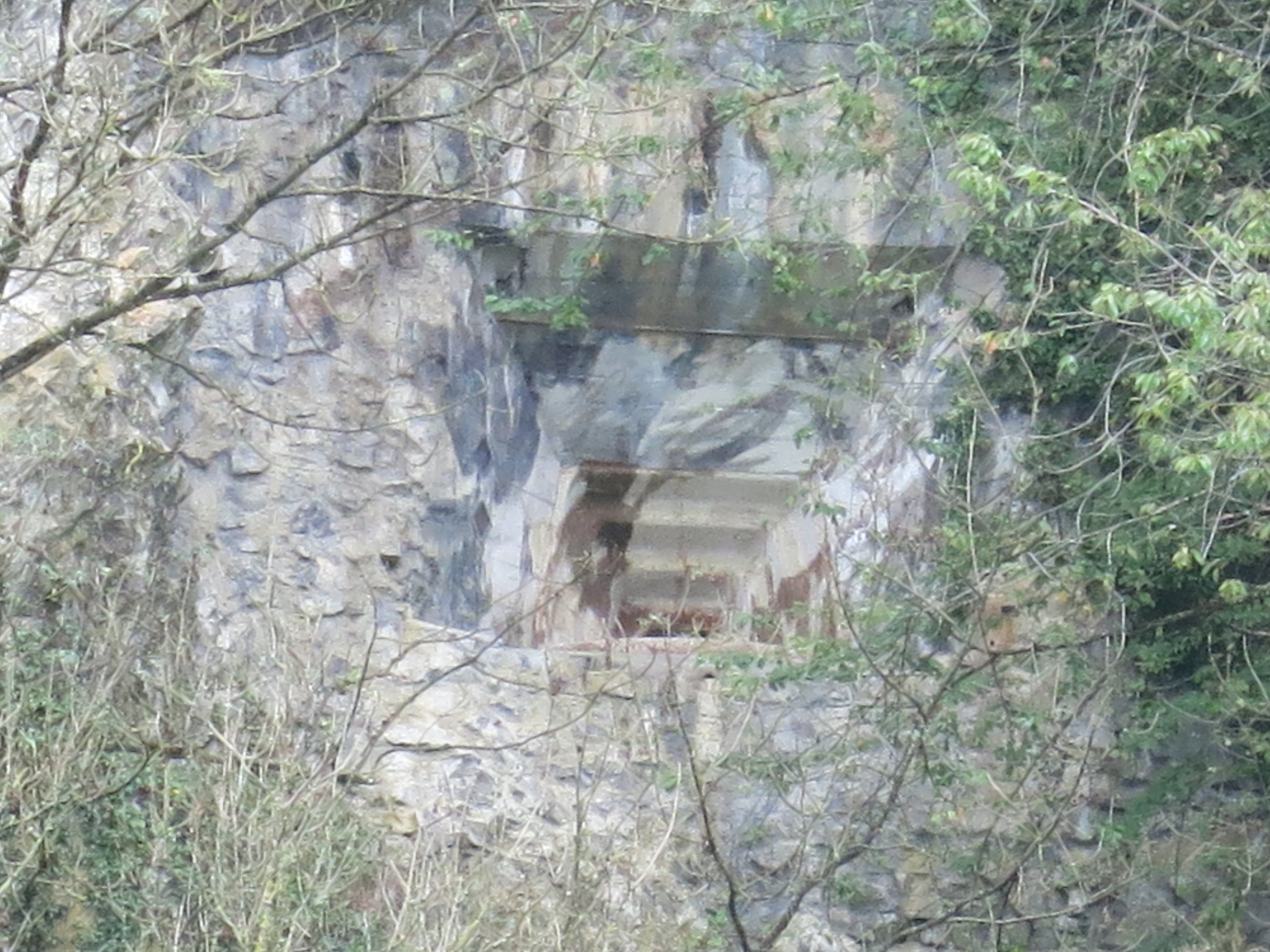
Mueterschwanderberg: Scharte Blattiberg
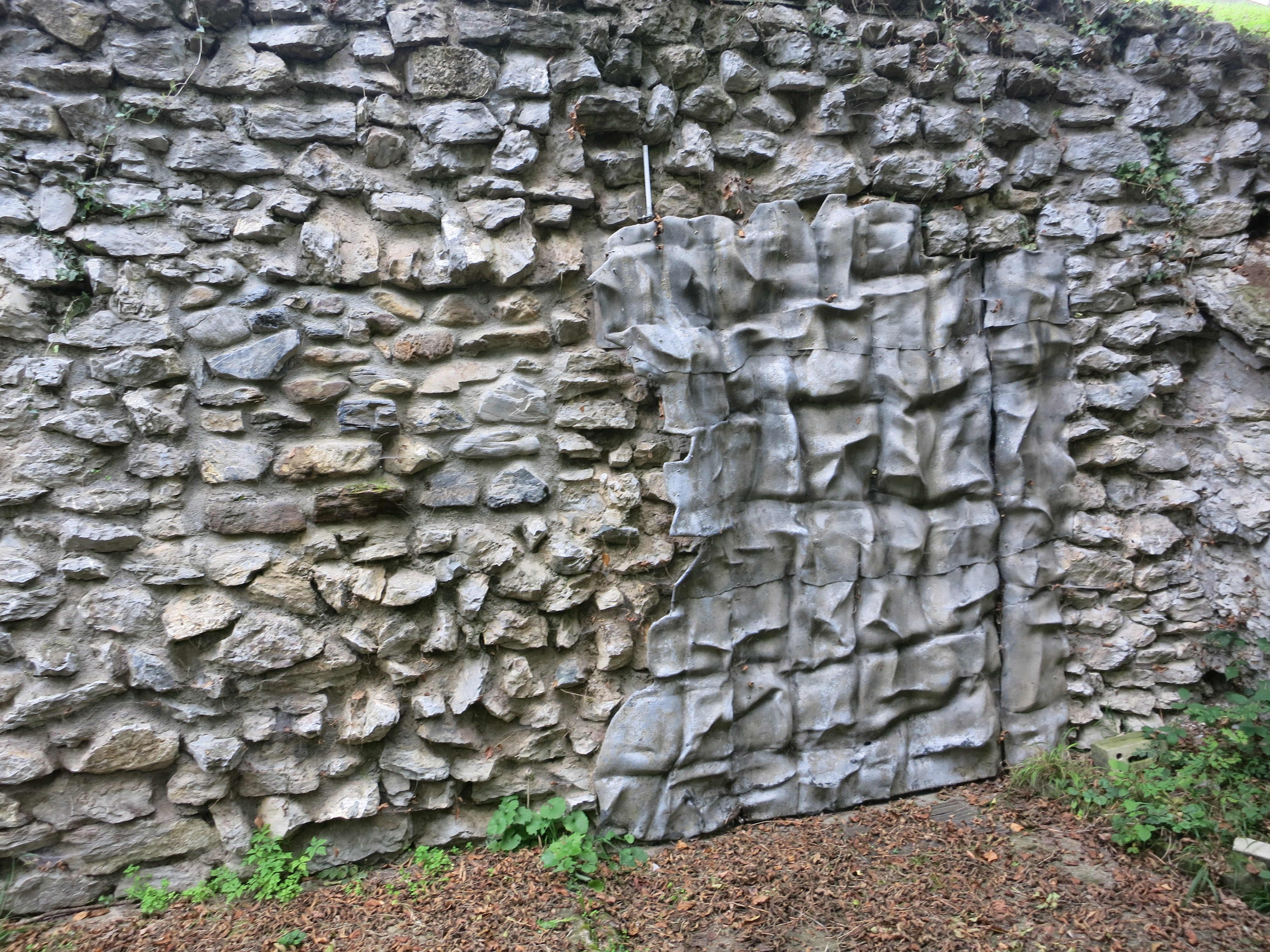
Mueterschwanderberg: getarnter Eingang Trafostation

- Sperrstellen (von nationaler Bedeutung mit *): Brünig, Bumbachtal-Kemmeribodenbad*, Bürgenstock, Dallenwil, Drachenried, Ebligen, Eschlen, Flühli*, Forst, Glaubenbielental, Hilfere, Hirsegg, Giswil, Hergiswil[4], Kaiserstuhl, Niederried, Oberdorf, Renggpass, Sarnen-Kerns, Schrattenfluh*, Stans, Stansstad*, Wanegg

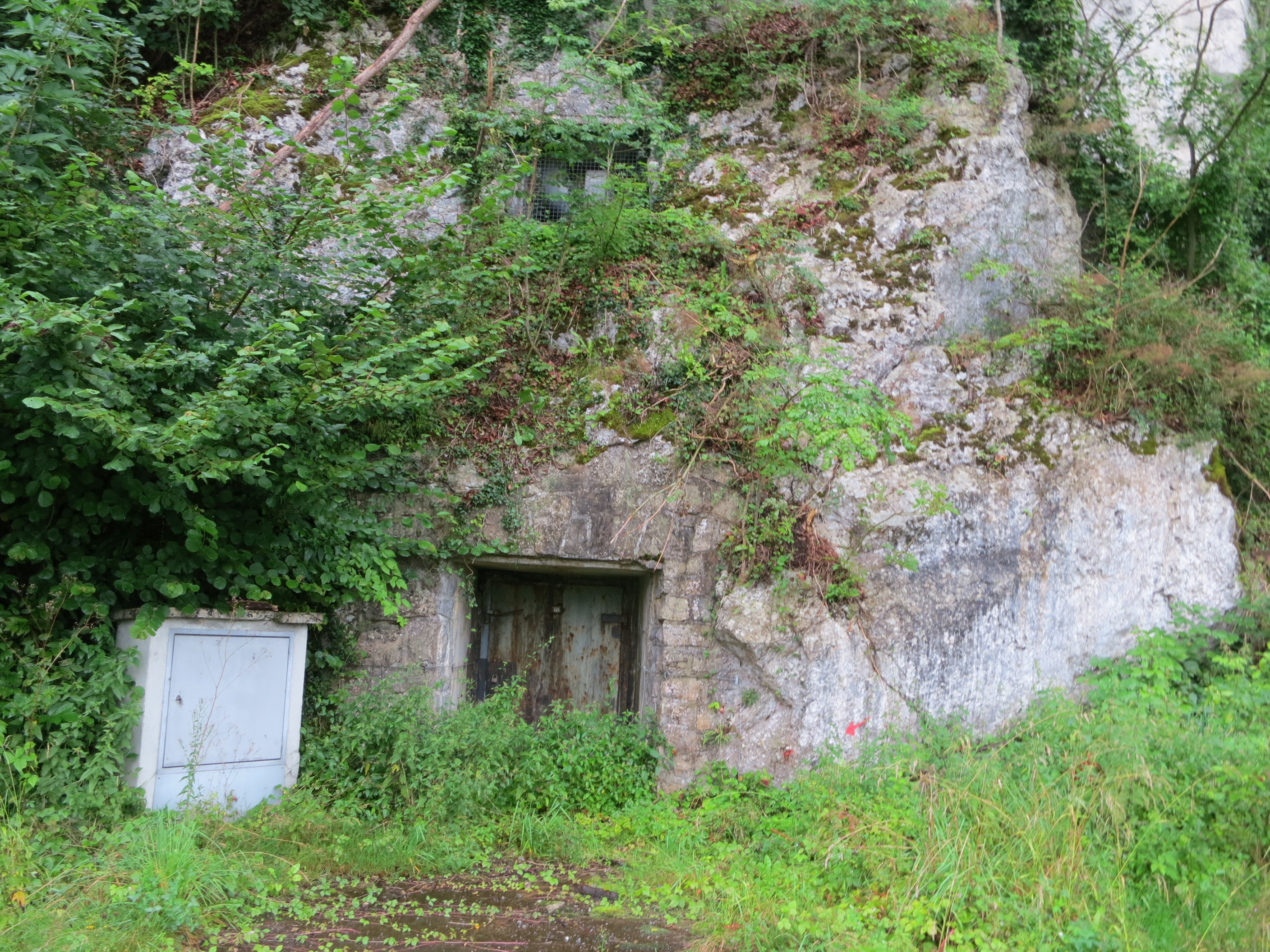
Fett- und Speiseöllager Nachschubbasis Giswil OW
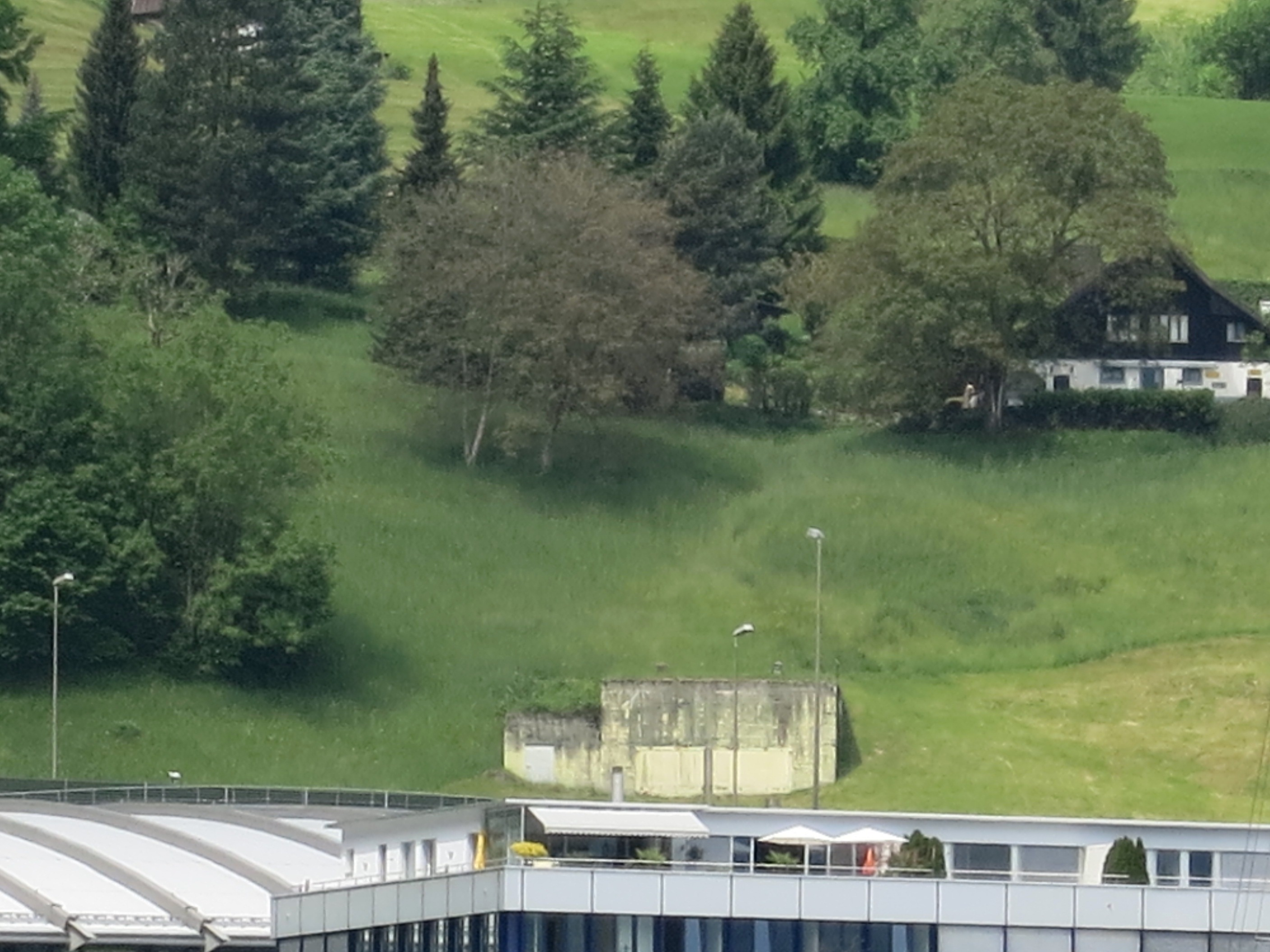
Infanteriewerk Sperrstelle Hergiswil NW
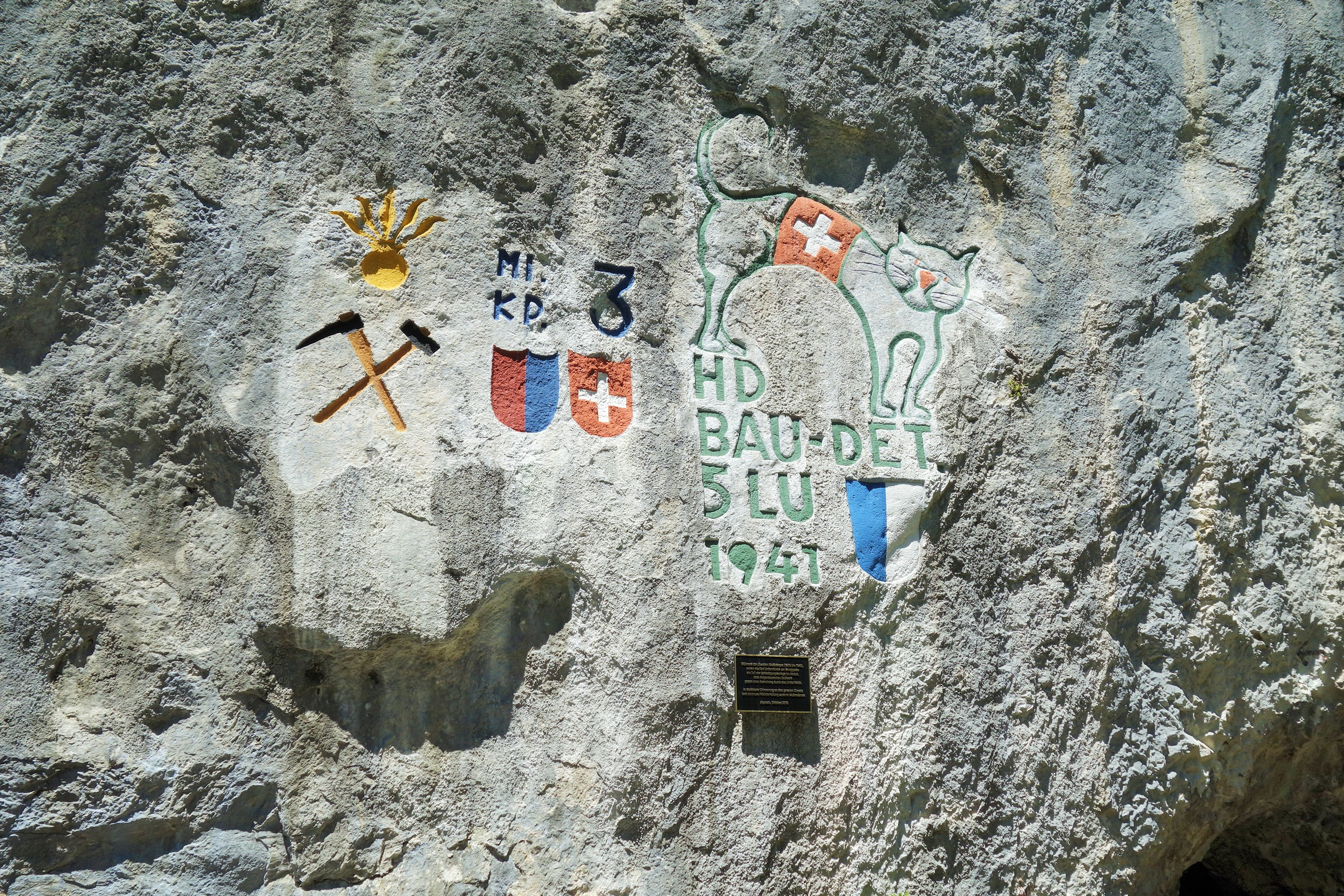
Unterstand A 2284 Renggpass

## Gliederung (1994)
Zu den Truppen der Reduitbrigade 22 gehörten das Infanterieregiment 78, das Gebirgsinfanterieregiment 7, das Füsilierbataillon 189, das Gebirgsfüsilierbataillon 47, das Festungsregiment 22 mit den Abteilungen 10 (Kompanie I/10, II/10 und III/10), 16 (Kompanie I/16, II/16, III/16 und IV/16), 23 (Festungsinfanteriekompanie I/23, Festungsartilleriekompanie II/23, Fest D Kompanie III/23 und Festungskompanie IV/23), Werkkompanie 27, Genieabteilung 62.
Die Festungsabteilung 10 (1991) betrieb die Werke Kilchlidossen (Kompanie I/10, Stab Festungsabteilung 10), Kleiner Durren (Kompanie II/10), Vitznau (Kompanie II/10). Die Festungsfeuerleitkompanie 10 betrieb die drei Feuerleitstellen in den Werken.

## Museum im Einsatzraum der Reduitbrigade 22
- Festung Fürigen, Stansstad[5]